# Programul Doi
Programul Doi (în rusă Вторая программа ЦТ, prescurtat ca ЦТ-2) a fost unul dintre canalele Televiziunii Centrale Sovietice între 1956 și 1991. Acum este cunoscut sub numele de Rossia-1.

## Istorie
Programul Doi a început să transmită în 1956 în Moscova și regiunile învecinate. A devenit o rețea la nivel național în 1982, în timp ce programele centrate pe Moscova au fost mutate pe Programul Trei. Pe Programul Doi s-a difuzat divertisment centralizat produs la Moscova și diferitele republici sovietice prin intermediul posturilor de televiziune republicane.